# Villa Yngve Larsson

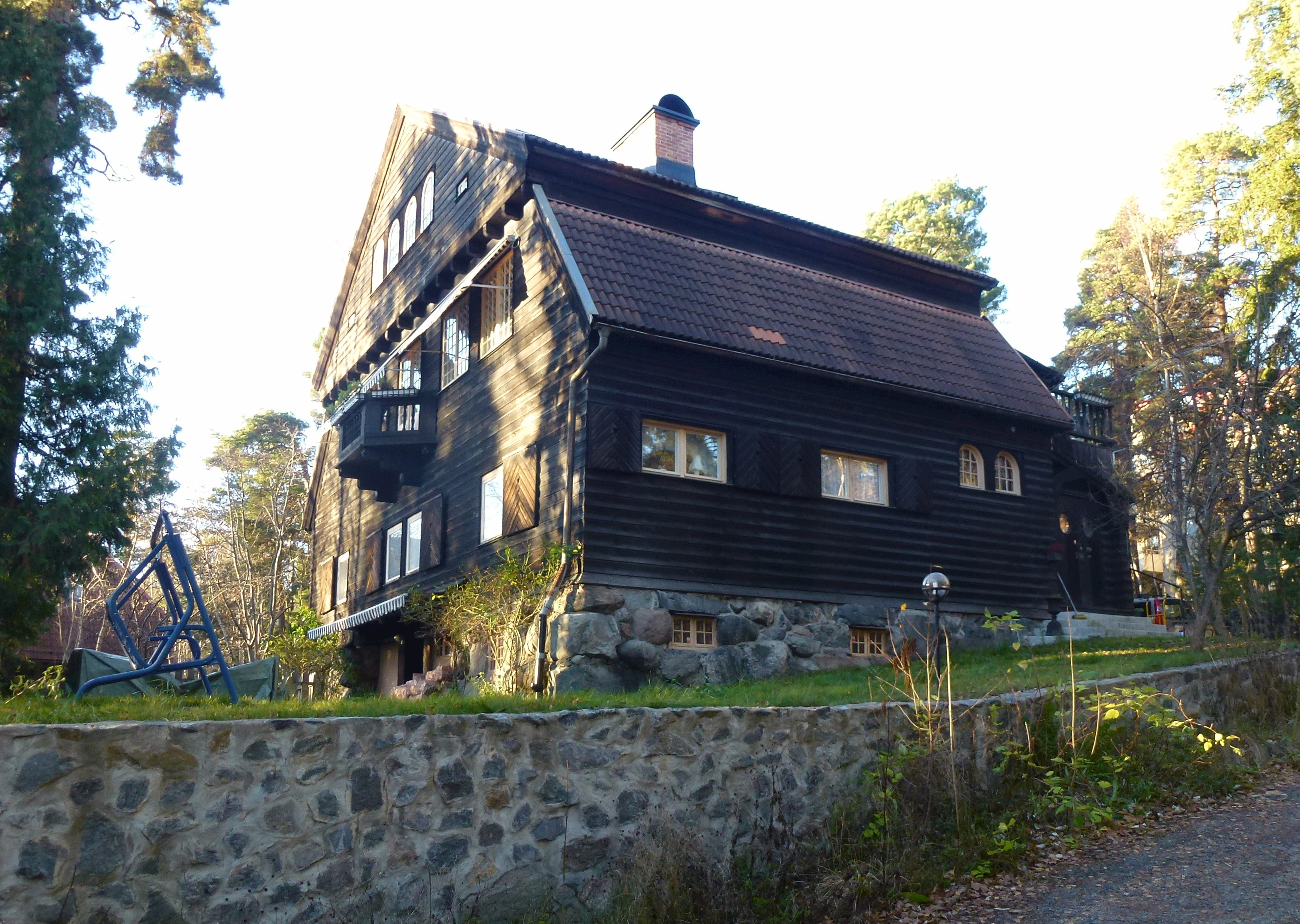
Villans fasad mot ost i november 2013.

Villa Yngve Larsson är en kulturhistoriskt värdefull villafastighet på Värmdövägen 201 i Storängen, Nacka, ritad av arkitekten Ragnar Östberg och uppförd 1907 för sedermera borgarrådet Yngve Larsson och hans fru Elin, född Bonnier, med familj.

## Beskrivning

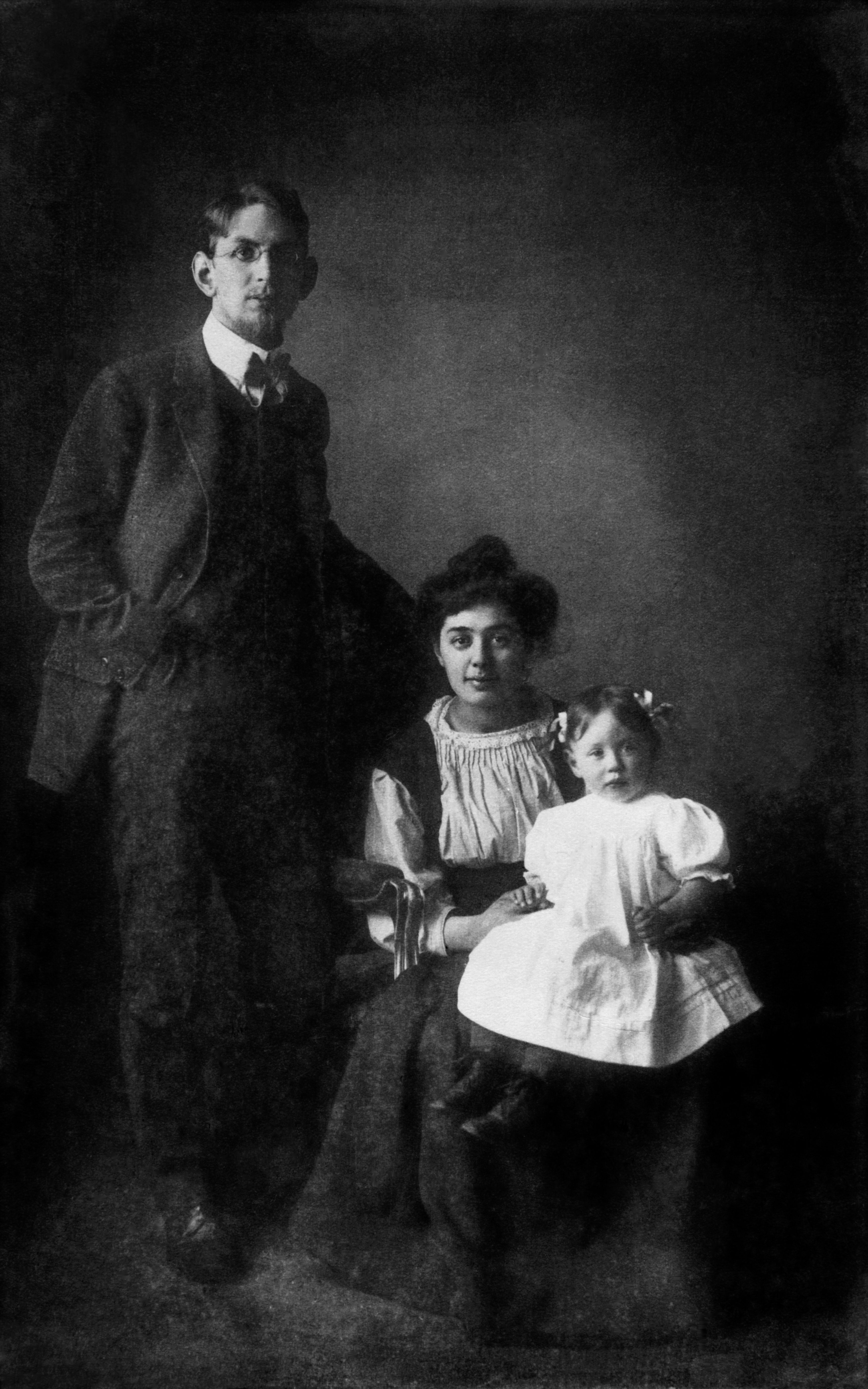
Byggherreparet ca 1907.

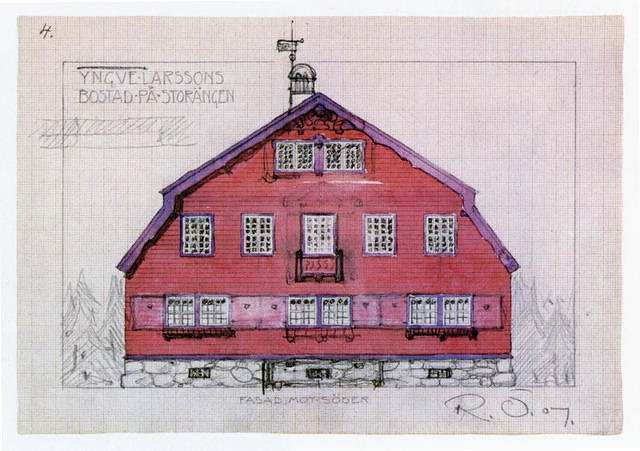
Villans sydgavel.

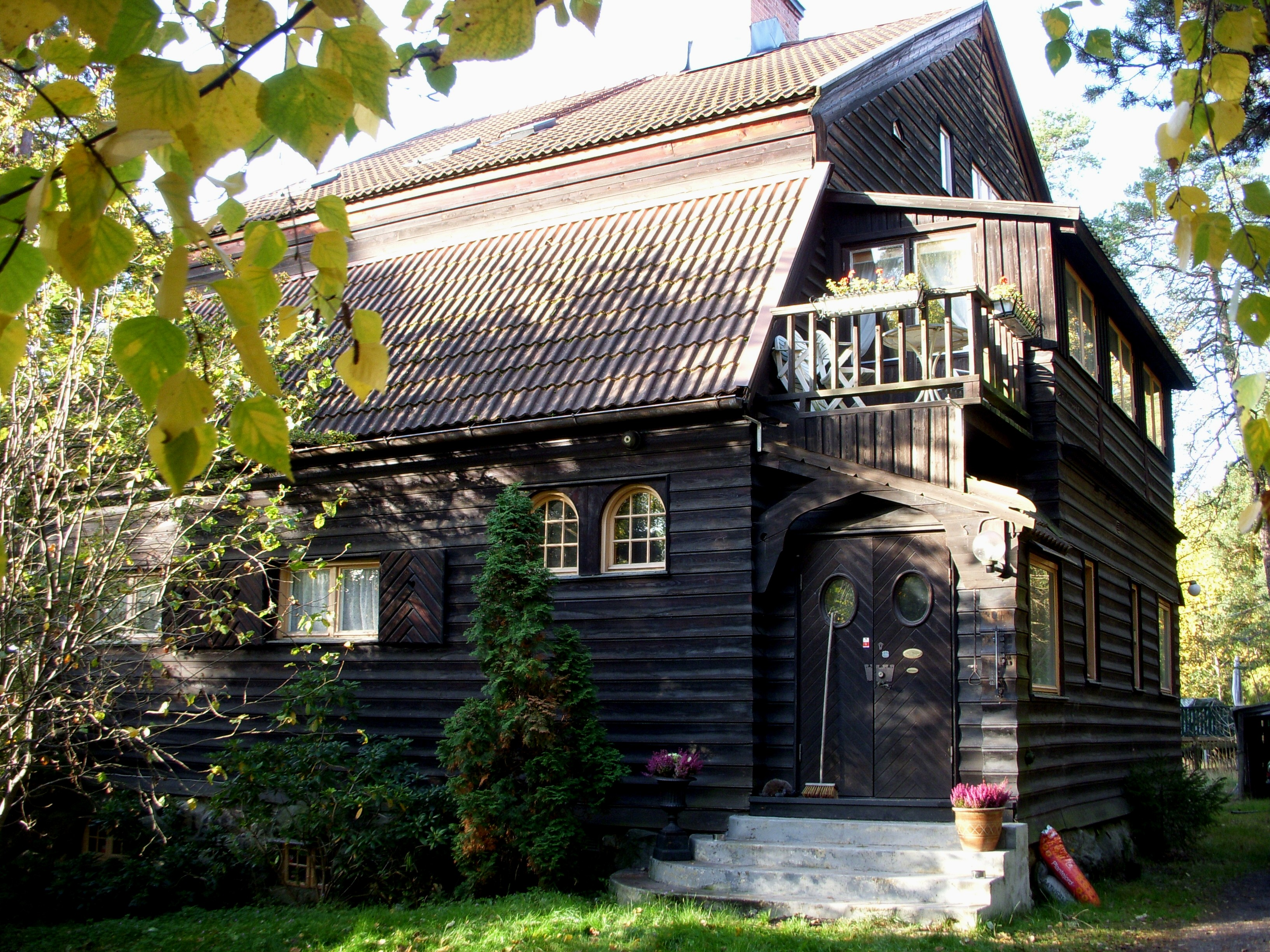
Villans entré.

Villa Yngve Larsson är en av de främsta av de många arkitektritade privatvillorna i Storängen. Villan ligger högt upp i en södersluttning mot Värmdövägen som på sin tid var betydligt mindre trafikerad än idag. Villans exteriör har flera amerikanska drag. Mot söder vänder huset gavelsidan som samtidigt utgör husets långsida, vilket var ett ovanligt arkitektoniskt stilgrepp av Östberg. 
Fasaden består av liggande, konkav-hyvlad panel som behandlats med trätjära, fönstren är småspröjsade och taket har delats upp i två takfall, ett brant nertill och ett svagt upptill. Vindsvåningen kragar ut några decimeter på gavelsidan.  Grunden är uppförd av kraftiga ohuggna granitblock. Alla dessa detaljer ger byggnaden ett mycket rustikt yttre, helt i tidens anda som präglades av nationalromantiken, där naturmaterial ansågs vara det främsta uttrycksmedlet.
Planlösningen skiljer sig dock från tidens ideal, där umgängesytorna skulle ligga i bottenvåningen och sovrumsavdelningen en trappa upp. Här vände Östberg, på byggherren Larssons begäran, på funktionerna. Man når via bottenvåningens entréhall en stor sängkammare, två barnkammare, jungfrukammare, ett badrum och två separata toaletter. I övre våningsplan finns ett stort ”Hvardagsrum” och matsal mot söder samt kök, skafferi och serveringsrum mot norr. På vindsvåningen ligger ett ostört arbetsrum och några gästrum.
Villan bedömdes 1979 som kulturhistoriskt "omistlig".
Familjen Larsson hade redan 1910 flyttat till Villa Mullberget på Djurgården intill hennes föräldrars nyuppförda hem Nedre Manilla. Östberg hade anlitats som arkitekt även för dessa båda villor. Villa Yngve Larsson är idag privatbostad.